# José Comaposada y Gili
José Comaposada y Gili (Tarrés, 1859-Madrid, 1933) fue un sindicalista español.
Zapatero de profesión, fue uno de los fundadores de la Unión General de Trabajadores en agosto de 1888 en la calle Tallers de Barcelona, de la que fue elegido Presidente después del tercer congreso en Málaga en septiembre de 1892. Fue uno de los oradores en el mitin del Primero de Mayo de 1890 en Manresa. En febrero de 1895 fue elegido Presidente de la Sociedad de Zapateros de Barcelona, adherida a la UGT. En abril de 1897 fue elegido secretario de la Agrupación Local de Barcelona del PSOE, y presidente en febrero de 1898.
Se opuso al traslado del Comité Nacional de la UGT de Barcelona a Madrid en 1899. En septiembre de 1911 fue encarcelado en Sabadell, cuando se dirigía a apoyar una manifestación contra la guerra de Marruecos y contra el gobierno de José Canalejas. El 8 de julio de 1923 formó parte de la primera junta directiva de la Unió Socialista de Catalunya pero en 1925 se reintegró a la disciplina del Partido Socialista Obrero Español. Fue secretario del comité de la Federación Nacional de Obreros del Arte Textil de la UGT y asistió al XVI congreso de la UGT en Madrid del 10 al 15 de septiembre de 1928, donde formó parte de la ponencia Salario mínimo, jornada de ocho horas y trabajo de la mujer y los niños.

## Obras
- La revolución de Barcelona (1909)
- La revolución en Cataluña (1910)